# David Lee (basquetebolista)
David Lee (St. Louis, 29 de abril de 1983), é um ex-jogador profissional de basquete estadunidense.

## Carreira
David começou a carreira ainda no ensino médio, quando atuou pela Chaminade College Preparatory School. Canhoto, teve que se tornar ambidestro quando quebrou o braço, aprendendo a arremessar e dominar a bola também com a mão direita. Depois, jogando pela Universidade da Flórida, Lee foi o vencedor da competição de enterradas do McDonald's All American em 2001.
Lee passou por todo o ciclo universitário de 4 anos na Florida jogando pelos Gators, da Universidade. Ali, sobre tutela do treinador Billy Donovan, se destacou como um ala-pivô fisicamente muito forte, de jogo duro e de batalha em baixo do garrafão. Em seu ano de estréia conseguiu médias de 7 rebotes por jogo. Em seu segundo ano, foi eleito para o Time dos Segundo Anistas" com médias de 13 pontos e 7 rebotes na temporada.

## Carreira Profissional
Inscrito no draft da NBA de 2005, foi selecionado pelo New York Knicks com a 30ª escolha, em 1 de junho daquele ano.
Na liga de verão em Las Vegas e Minneapolis, conseguiu médias de 11.5 pontos (com aproveitamento do perímetro de 56,7%) e 5.6 rebotes como média. Em seu ano de estréia, na temporada 2005-2006, disputou 14 jogos como titular, 13 deles seguidamente entre os meses de dezembro de 2005 e janeiro de 2006. Nesse intervalo, fez sua melhor partida com 23 pontos (acertando 10 de 11 chutes) e 15 rebotes na vitória dos Knicks sobre o Phoenix Suns, em jogo que teve três prorrogações. A marca de 23 pontos se mantem como sua melhor em pontos marcados em uma mesma partida até hoje. A marca de rebotes foi superada no jogo seguinte contra o Utah Jazz, conseguindo 20. Em sua primeira temporada, terminou com médias de 5.2 pontos (aproveitamento de 59,6% do perímetro) e 4.5 rebotes.
Na temporada seguinte, 2006-2007, deu um grande salto de qualidade, quando seus números foram para 10.7 pontos, 10.4 rebotes, sendo um dos possíveis jogadores que mais evoluíram em relação a última temporada. Também ganhou ao ser eleito MVP (Jogador Mais Valioso) do Rookie Challenge (Calouro do Ano) em 2007, com 30 pontos (100% de aproveitamento do perímetro) e 11 rebotes.
Lee foi um dos jogadores envolvido na confusão no jogo entre Knicks e Nuggets, quando 10 jogadores foram expulsos do jogo. Mas ele não foi punido pela liga.
Na temporada 2007-2008, Lee continuou contribuindo com o time sendo o jogador mais importante vindo do banco de reservas. Demonstrando grande habilidade no jogo de contato em baixo do garrafão e muita disposição que contagiava seus companheiros. Conseguiu suas melhores médias nessa temporada, apesar da fraca campanha do time.

## Estatísticas na NBA

### Temporada Regular
| Ano      | Equipe                | PJ  | PT  | MPJ  | AP   | 3P   | LL   | RT   | AS  | BR  | TO  | PPJ  |
| -------- | --------------------- | --- | --- | ---- | ---- | ---- | ---- | ---- | --- | --- | --- | ---- |
| 2005-06  | New York Knicks       | 67  | 14  | 16.9 | .596 | .000 | .577 | 4.5  | 0.6 | 0.4 | 0.3 | 5.1  |
| 2006-07  | New York Knicks       | 58  | 12  | 29.8 | .600 | .000 | .815 | 10.4 | 1.8 | 0.8 | 0.4 | 10.7 |
| 2007-08  | New York Knicks       | 81  | 29  | 29.1 | .552 | .000 | .819 | 8.9  | 1.2 | 0.7 | 0.4 | 10.8 |
| 2008-09  | New York Knicks       | 81  | 74  | 34.9 | .549 | .000 | .755 | 11.7 | 2.1 | 1.0 | 0.3 | 16.0 |
| 2009-10  | New York Knicks       | 81  | 81  | 37.3 | .545 | .000 | .812 | 11.7 | 3.6 | 1.0 | 0.5 | 20.2 |
| 2010-11  | Golden State Warriors | 73  | 73  | 36.1 | .507 | .333 | .787 | 9.8  | 3.2 | 1.0 | 0.4 | 16.5 |
| 2011-12  | Golden State Warriors | 57  | 57  | 37.2 | .503 | .000 | .782 | 9.6  | 2.8 | 0.9 | 0.4 | 20.1 |
| 2012-13  | Golden State Warriors | 79  | 79  | 36.8 | .519 | .000 | .797 | 11.2 | 3.5 | 0.8 | 0.3 | 18.5 |
| 2013-14  | Golden State Warriors | 69  | 67  | 33.2 | .523 | .000 | .780 | 9.3  | 2.1 | 0.7 | 0.4 | 18.2 |
| Carreira |                       | 646 | 486 | 32.5 | .534 | .038 | .780 | 9.8  | 2.4 | 0.8 | 0.4 | 15.2 |
| All-Star |                       | 2   | 0   | 13.0 | .714 | .000 | .000 | 2.0  | 0.5 | 1.0 | 0.0 | 5.0  |

### Playoffs
| Ano      | Equipe                | PJ | PT | MPJ  | AP   | 3P   | LL   | RT  | AS  | BR  | TO  | PPJ  |
| -------- | --------------------- | -- | -- | ---- | ---- | ---- | ---- | --- | --- | --- | --- | ---- |
| 2012-13  | Golden State Warriors | 6  | 1  | 10.8 | .394 | .000 | .667 | 4.7 | 0.8 | 0.5 | 0.2 | 5.0  |
| 2013-14  | Golden State Warriors | 7  | 7  | 31.0 | .532 | .000 | .789 | 9.1 | 2.6 | 0.6 | 0.0 | 13.9 |
| Carreira |                       | 13 | 8  | 21.8 | .491 | .000 | .760 | 7.1 | 1.8 | 0.5 | 0.1 | 9.8  |

## Prêmios e Homenagens
- Campeão da NBA: 2015
- 2 vezes NBA All-Star: 2010, 2013
- All-NBA Team:
  - Terceiro Time: 2013